# Leopold von Hoesch
Leopold von Hoesch, född den 10 juni 1881 i Dresden, död den 10 april 1936 i London, var en tysk diplomat. I egenskap av ställföreträdande chef för tyska ambassaden i Paris spelade han en viktig roll vid tillkomsten av Locarnofördraget. Mellan 1932 och 1936 var han Tysklands ambassadör i London. Han efterträddes av Joachim von Ribbentrop.